# Sebastián Montoya
Sebastián "Sebas" Montoya Freydell (Miami, 11 de abril de 2005), é um automobilista colombiano que atualmente compete na Fórmula 2 pela equipe Prema Racing. Ele é filho do ex-piloto de Fórmula 1 Juan Pablo Montoya, e ex-membro da Red Bull Junior Team.

## Biografia
Sebastián Montoya Freydell nasceu em Miami e é filho do ex-piloto de F1, campeão da CART e vencedor das 500 Milhas de Indianápolis Juan Pablo Montoya com sua esposa de longa data Connie Freydell, que também é fundadora da Formula Smiles Foundation e presidente da Team Montoya. Sebas, como é apelidado por familiares e fãs, tem duas irmãs mais novas: Paulina, nascida em 2006, e Manuela, nascida em 2010. Ele ainda é sobrinho de Federico Montoya, que também é piloto.
Na infância, Sebastián corria de motocross, mas após fazer sua primeira corrida de kart aos sete anos, se encantou pelo automobilismo e não parou mais. Seu pai Juan Pablo passou a empresariá-lo, chegando a se retirar das pistas para se dedicar à carreira do filho. Apesar de ter nascido em Miami, Sebastián escolheu correr sob a licença colombiana. Em junho de 2025, Sebastián se juntou à A14 Management, empresa de Fernando Alonso voltada para a gestão de carreiras de jovens pilotos.

## Carreira

### Kart
Montoya começou no kart em 2013, competindo na classe Rotax Micro Max do Florida Winter Tour quando tinha apenas oito anos de idade Ele continuou a correr nessa classe pelos quatro anos seguintes, onde obteve o melhor resultado de quinto em 2016. Montoya então se mudou para a Europa para competir no Campeonato Europeu de Karting CIK-FIA em 2017. O piloto passou um total de três anos no cenário europeu de kart, participando de duas edições do Campeonato Mundial de Kart e de três do Campeonato Europeu. Em seu tempo nos karts, Montoya venceu apenas um campeonato em nível internacional, a Rok the Rio em 2018.

### Fórmula 4

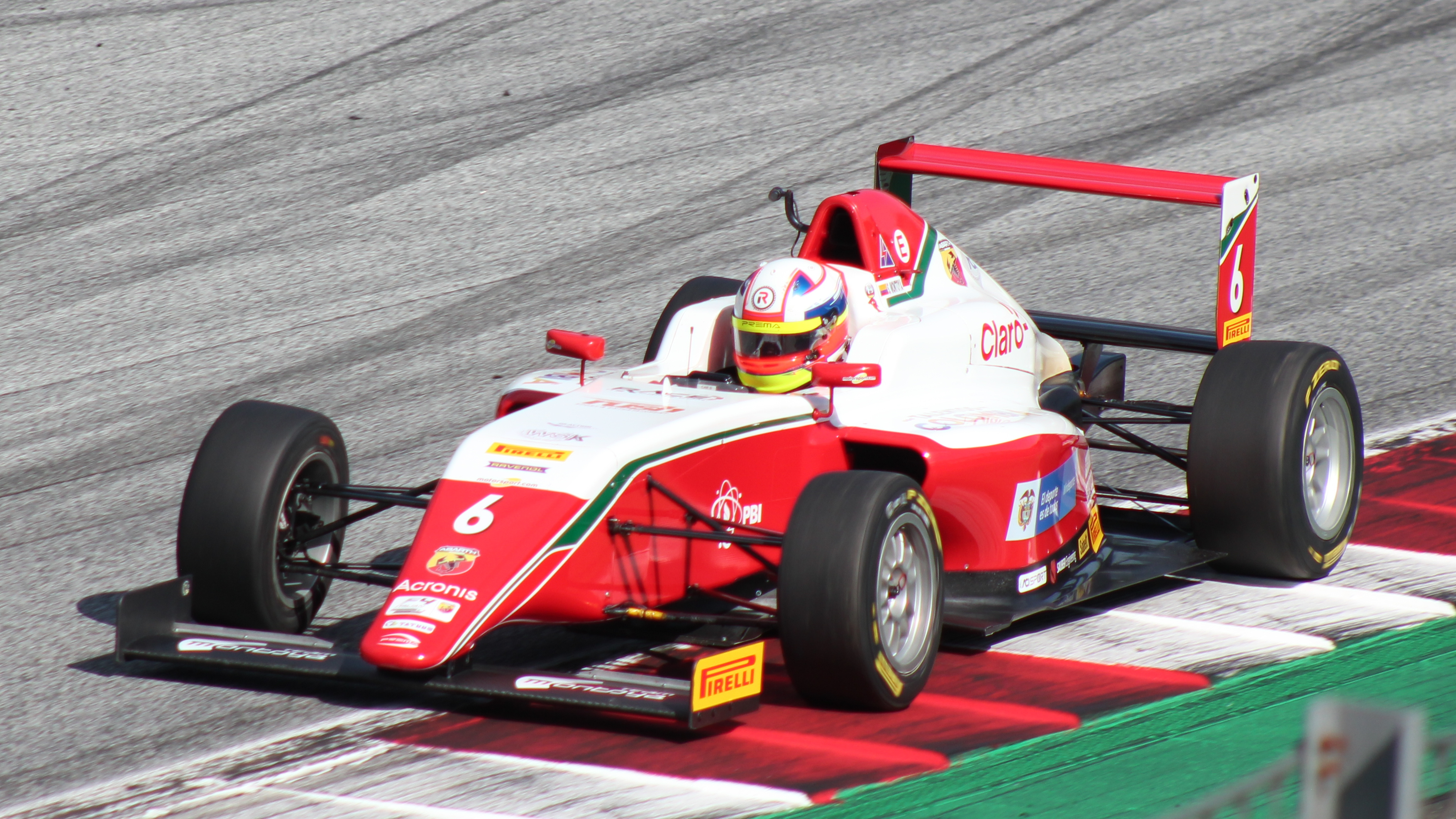
Montoya na prova da F4 Italiana em Spielberg em 2021

Em 2020, Montoya fez sua estreia em monopostos com a Prema Powerteam, correndo em tempo integral no Campeonato Italiano de Fórmula 4 e competindo em duas etapas da ADAC Fórmula 4, mas ele não conseguiu marcar nenhum pódio ao longo do ano e terminou no décimo primeiro em sua campanha principal, atrás de seus três companheiros de equipe Gabriele Minì, Dino Beganovic e Gabriel Bortoleto.
O colombiano renovou com a Prema para 2021 e voltou à ADAC e à F4 Italiana. Ele correu meio período no campeonato alemão, terminando em segundo em três das seis corridas em que competiu, colocando-o em nono na classificação, à frente de três competidores em tempo integral. Já na F4 Italiana, Montoya fez nove pódios, embora não tenha vencido uma vez, e ficou em quarto lugar.

### Fórmula Regional

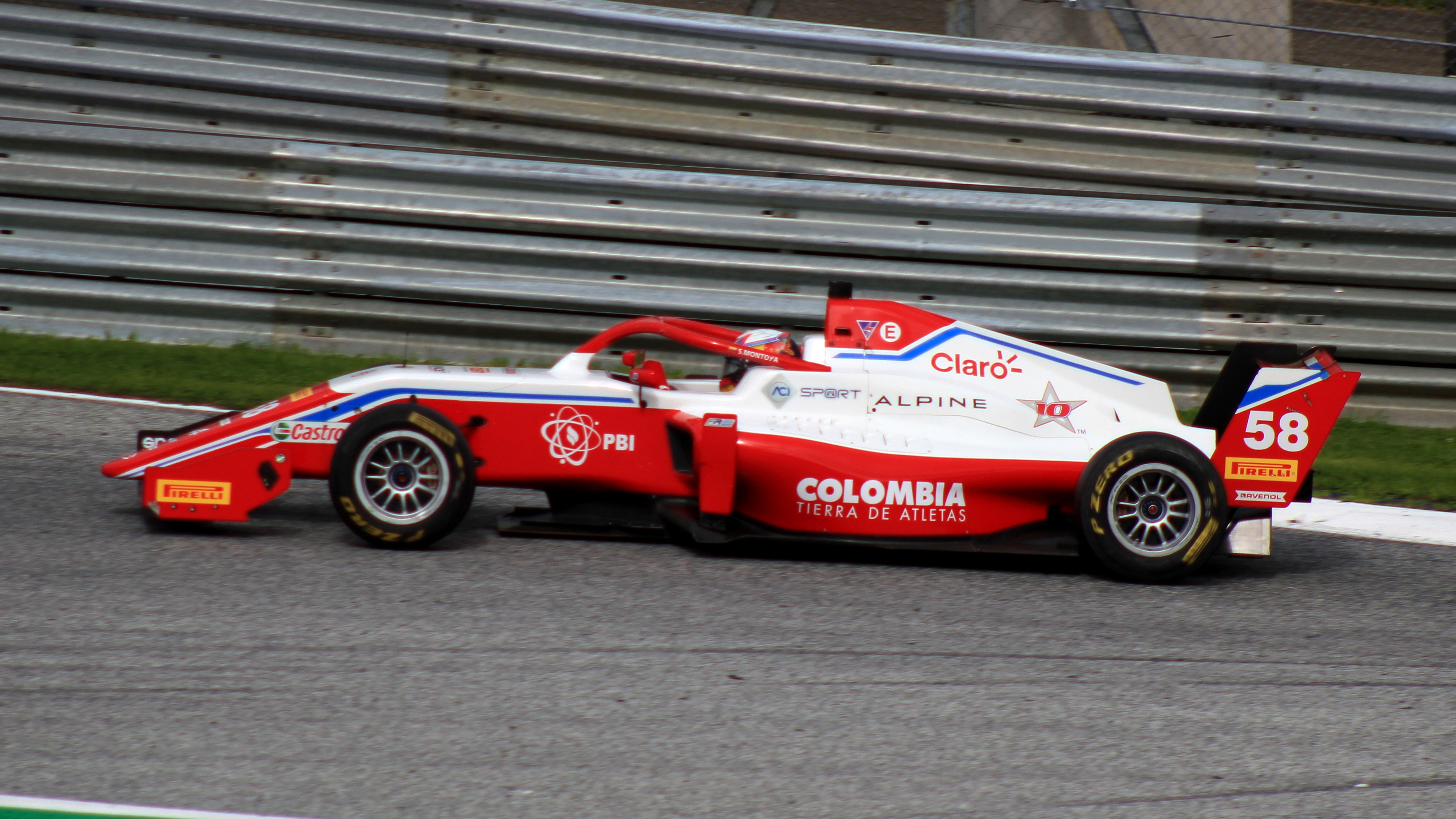
Montoya em prova da FRECA em 2022

No início de 2022, Montoya fez sua estreia no Campeonato de Fórmula Regional Asiática com a equipe Mumbai Falcons India Racing.
Montoya se transferiu para o Campeonato de Fórmula Regional Europeia de 2022 com a Prema Racing. Montoya começou sua temporada forte, conquistando dois oitavos lugares e um quarto lugar nas três primeiras corridas. Pouco antes de seu fim de semana em Spa-Francorchamps, Montoya anunciou que havia começado a receber apoio e patrocínio da Red Bull, marcando-o como atleta da Red Bull. No entanto, ele não conseguiu marcar um único ponto durante as últimas oito corridas e terminou em 13º na classificação geral com 44 pontos.
No início de 2023, foi anunciado que Montoya disputaria a temporada completa no Campeonato de Fórmula Regional do Oriente Médio de 2023 com a equipe Hitech Grand Prix. Ele terminou a temporada em 21º na classificação geral, marcando apenas dois pontos.

### Fórmula 3
Devido aos compromissos de Oliver Goethe na Eurofórmula Open, Montoya o substituiu e fez sua primeira aparição no Campeonato de Fórmula 3 de 2022 em Zandvoort, pilotando pela equipe Campos Racing, enquanto Hunter Yeany se recuperava de uma lesão no pulso. Após os treinos livres em que terminou em 17º, Montoya afirmou que "o carro era um grande passo" e "embora tenha sido muito bom". Ele se classificou em sétimo quando uma bandeira vermelha frustrou as tentativas de seus rivais de melhorar seus tempos de volta. Montoya terminou ambas as corridas em oitavo lugar, sendo o único da equipe Campos a somar pontos durante o final de semana. Montoya terminou em 21º lugar na classificação final.

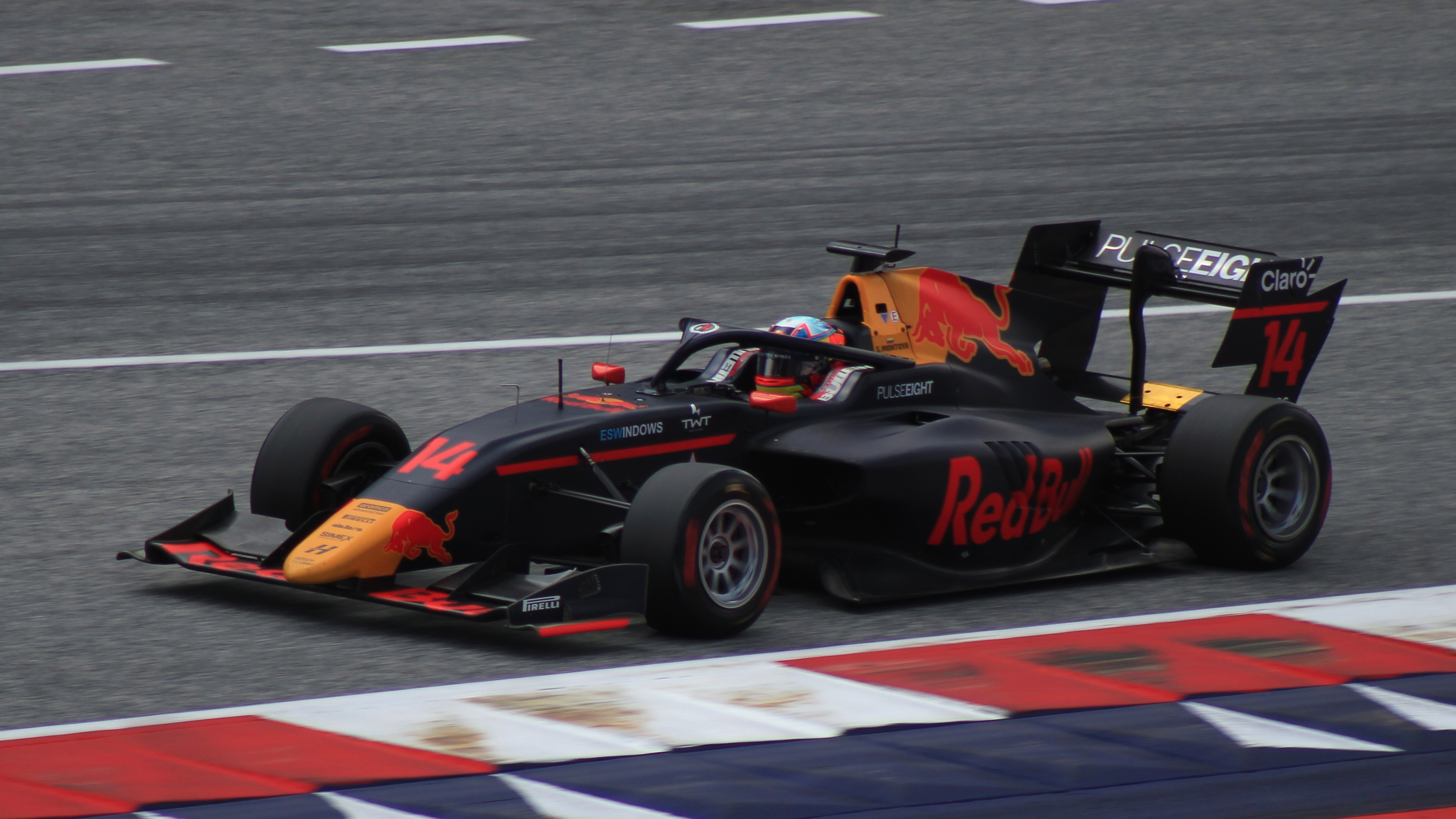
Montoya pilotando o carro da Hitech no Red Bull Ring em 2023

No final de setembro, Montoya participou do teste de pós-temporada daquele ano com a Hitech Grand Prix em Jerez. Em janeiro de 2023, Montoya foi anunciado como piloto da Hitech para a disputa da temporada de 2023, correndo ao lado do italiano Gabriele Minì e do britânico Luke Browning. O melhor resultado do colombiano na temporada foi o segundo lugar na corrida curta de Albert Park, e ele terminou em 16º, com 37 pontos, ficando uma posição abaixo de Browning e nove posições abaixo de Minì.

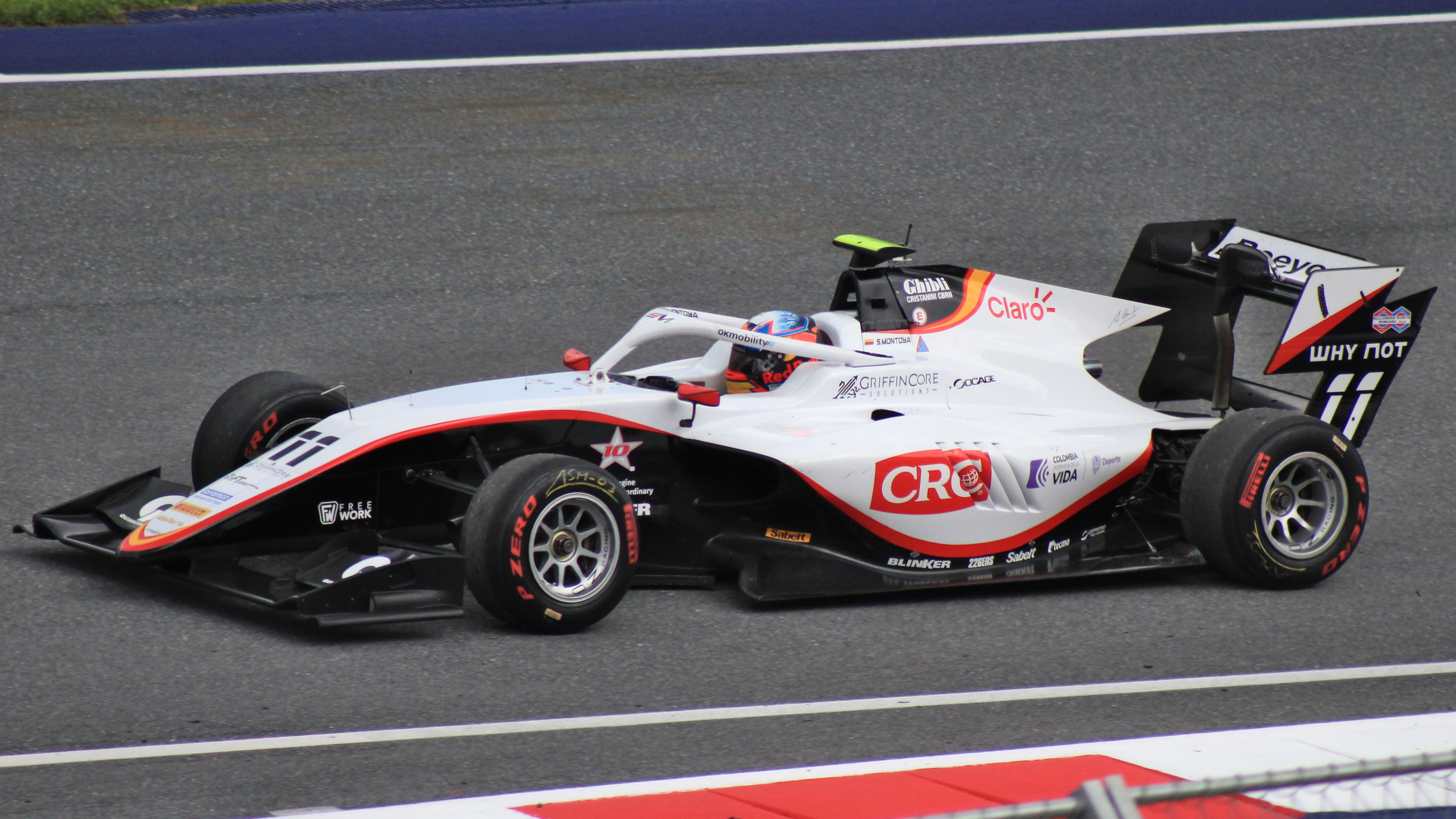
Montoya pilotando a Campos no GP da Áustria da Fórmula 3 de 2024

Montoya se transferiu para a equipe Campos Racing para a temporada de 2024, onde fez parceria com Mari Boya e seu antigo companheiro de Red Bull Junior Team, Oliver Goethe. O melhor resultado de Montoya foi um segundo lugar na corrida 2 de Spa-Francorchamps, e ele terminou o ano em décimo sétimo, com 40 pontos, sendo superado novamente por seus companheiros de equipe.

### Fórmula 2

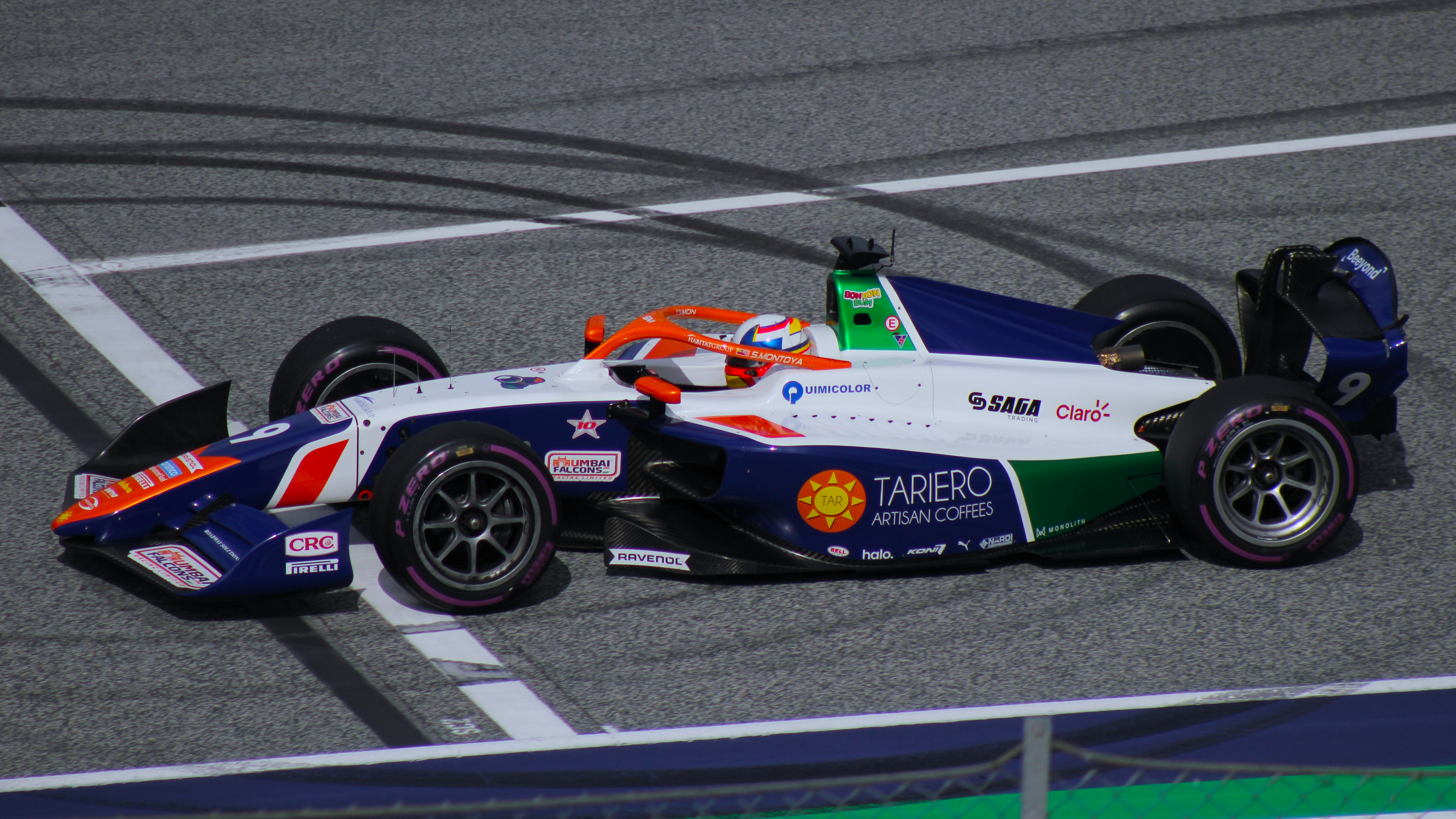
Montoya guiando a Prema na etapa de Spielberg da F2 de 2025

Em dezembro de 2024, foi anunciado que Montoya se reuniria com a equipe Prema Racing para disputar a temporada de 2025 da Fórmula 2. Mais uma vez, seu companheiro de equipe é Gabriele Minì. O colombiano conquistou seus primeiros pontos ao ser sexto colocado na etapa de abertura, em Melbourne. O primeiro pódio de Montoya se deu na corrida longa de Mônaco, quando ele sobreviveu a um Big One na largada e foi terceiro colocado, se beneficiando de uma punição destinada a Arvid Lindblad. Montoya superou esse resultado ao ficar em segundo na corrida longa de Barcelona, mesma posição conquistada na corrida curta de Silverstone.

### Fórmula 1
No início de 2023, Montoya foi anunciado como membro da Red Bull Junior Team. Ele deixou o programa de jovens pilotos da Red Bull após o final de 2023.

## Resultados

### Resumo da carreira
| Temporada | Categoria                             | Equipe                      | Corridas | Vitórias | Poles | V.M.R. | Pódios | Pontos | Pos. |
| --------- | ------------------------------------- | --------------------------- | -------- | -------- | ----- | ------ | ------ | ------ | ---- |
| 2020      | ADAC Fórmula 4                        | Prema Powerteam             | 6        | 0        | 0     | 0      | 0      | 10     | 17º  |
| 2020      | Fórmula 4 Italiana                    | Prema Powerteam             | 20       | 0        | 0     | 0      | 0      | 81     | 11º  |
| 2021      | ADAC Fórmula 4                        | Prema Powerteam             | 6        | 0        | 0     | 2      | 3      | 72     | 9º   |
| 2021      | Fórmula 4 Italiana                    | Prema Powerteam             | 21       | 0        | 2     | 4      | 9      | 194    | 4º   |
| 2022      | Fórmula Regional Asiática             | Mumbai Falcons India Racing | 9        | 2        | 3     | 2      | 3      | 92     | 7º   |
| 2022      | Fórmula Regional Europeia             | Prema Racing                | 20       | 0        | 0     | 0      | 0      | 44     | 13º  |
| 2022      | IMSA SportsCar - LMP2                 | DragonSpeed - 10 Star       | 3        | 0        | 0     | 0      | 1      | 893    | 13º  |
| 2022      | Fórmula 3                             | Campos Racing               | 2        | 0        | 0     | 0      | 0      | 7      | 21º  |
| 2023      | Fórmula 3                             | Hitech Pulse-Eight          | 18       | 0        | 0     | 0      | 1      | 37     | 16º  |
| 2023      | Fórmula Regional do Oriente Médio     | Hitech Grand Prix           | 15       | 0        | 0     | 0      | 0      | 12     | 21º  |
| 2023      | European Le Mans Series - LMP2 Pro-Am | DragonSpeed EUA             | 6        | 0        | 0     | 1      | 0      | 44     | 7º   |
| 2023      | Grande Prêmio de Macau                | Campos Racing               | 1        | 0        | 0     | 0      | 0      | N/A    | NC   |
| 2024      | Fórmula 3                             | Campos Racing               | 20       | 0        | 0     | 0      | 1      | 40     | 17º  |
| 2025      | Fórmula 2                             | Prema Racing                | 19       | 0        | 0     | 2      | 3      | 72     | 9º*  |

(*) Temporada ainda em andamento.